# Rewards for Justice
Rewards for Justice (RFJ, česky Odměny za spravedlnost) je protiteroristický program odměn Diplomatické bezpečnostní služby Ministerstva zahraničí Spojených státu amerických. Ministr zahraničních věcí nabízí odměny za informace, které zabrání mezinárodním teroristickým činům namířeným proti americkým občanům nebo majetku na celém světě nebo je příznivě vyřeší. Odměny mohou být vypláceny také za informace vedoucí k zatčení nebo odsouzení teroristů, kteří se o spáchání takových činů pokusili, napomáhali při nich či je spáchali. V rámci programu bylo vyplaceno více než 200 milionů dolarů (přibližně 4,3 miliard korun českých) za informace, které zabránily mezinárodním teroristickým útokům nebo pomohly postavit před soud osoby zapojené do těchto útoků.

## Historie

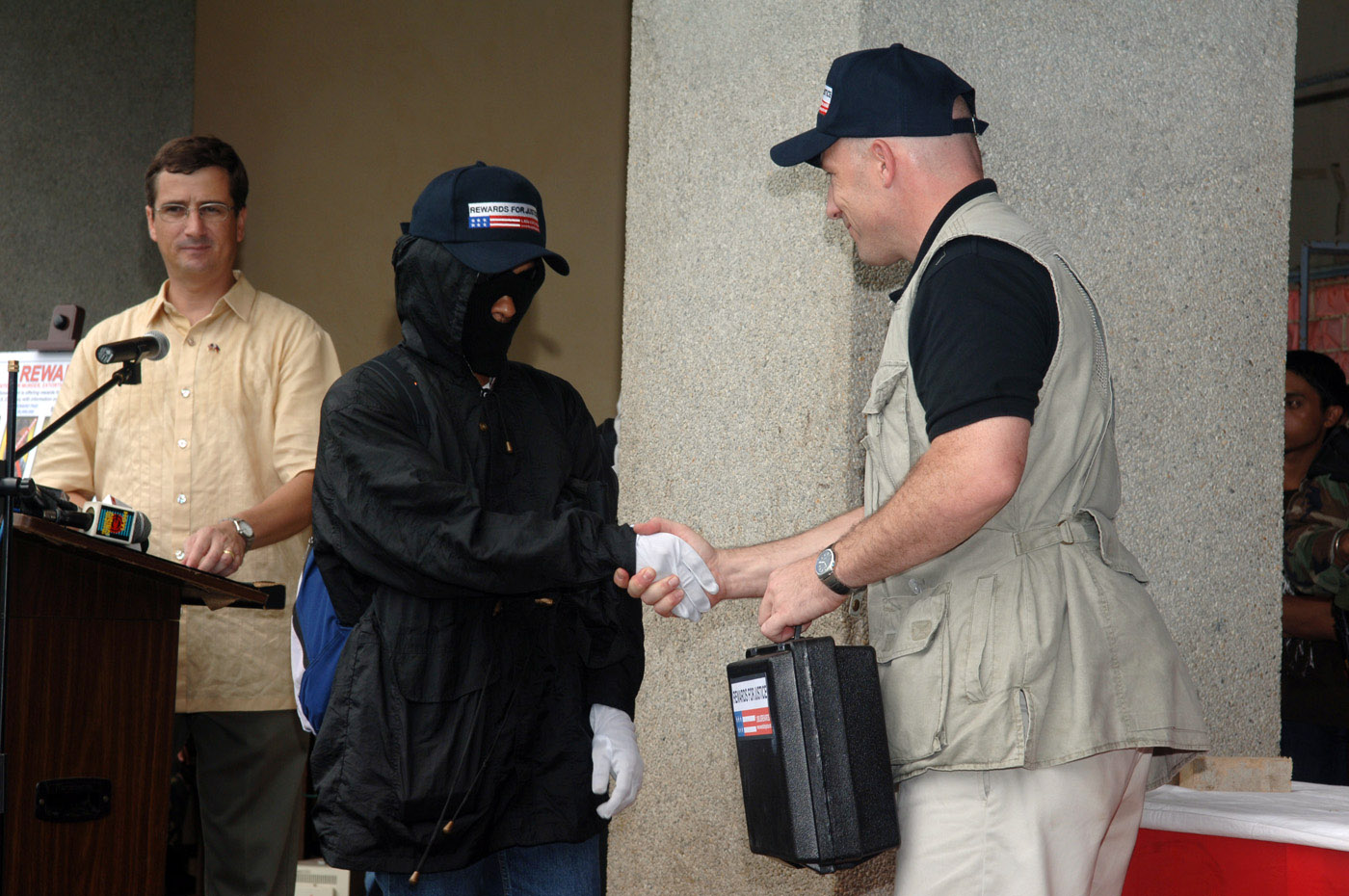
Zástupce ministerstva zahraničí veřejně předává platbu informátorovi, jehož informace vedly k zabití Khadaffyho Janjalaniho a Jainala Antela Saliho mladšího, vůdců filipínské militantní skupiny Abú Sajjáf.

Program byl založen v roce 1984 a spravuje jej Úřad pro diplomatickou bezpečnost ministerstva zahraničí. Program Rewards for Justice byl dříve znám jako Counter-Terror Rewards, který byl brzy zkrácen na program HEROES. V roce 1993 spustil Úřad pro diplomatickou bezpečnost webovou stránku www.heroes.net, která pomáhá zveřejňovat informace o odměnách. V roce 1997 měla stránka více než milion návštěv ročně ze 102 zemí. Bradovi Smithovi, speciálnímu agentovi Úřadu pro diplomatickou bezpečnost, se připisuje nápad umístit fotografie hledaných teroristů na obaly krabiček zápalek. Agenti působící na velvyslanectvích a konzulátech po celém světě zajistili, aby se krabičky zápalek dostaly do barů a restaurací.
Ředitel Diplomatické bezpečnostní služby předsedá výboru, který posuzuje kandidáty na odměny a následně je doporučuje ministru zahraničních věcí. Výbor je složen ze zaměstnanců Národní bezpečnostní rady, Central Intelligence Agency, ministerstva spravedlnosti, ministerstva obrany, ministerstva vnitřní bezpečnosti, ministerstva financí a ministerstva zahraničí.
Po útocích z 11. září se seznam hledaných teroristů výrazně rozšířil a v rámci snahy USA dopadnout vedení al-Káidy se zvýšily i odměny. Tento plán však byl proti islámským teroristům značně neúčinný. Nejvyšší nabízená odměna činila 25 milionů dolarů za dopadení vůdce al-Káidy Usámy bin Ládina, což „přilákalo stovky anonymních telefonátů, ovšem žádné spolehlivé stopy.“ Usáma bin Ládin byl zastřelen 1. května 2011 v soukromém obytném komplexu v pákistánském Abbottábádu členy týmu SEAL Team Six a agenty Central Intelligence Agency při tajné operaci.

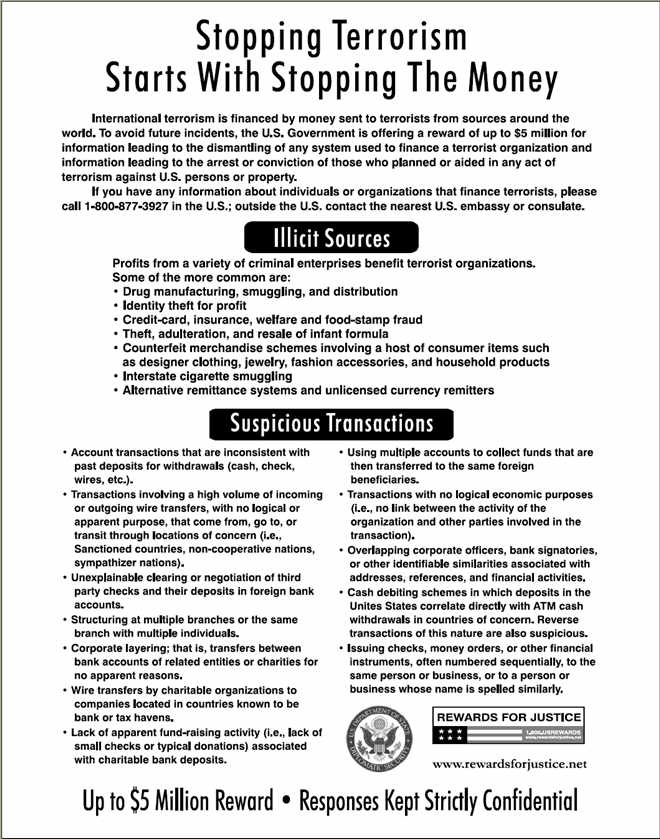
Letáček Rewards for Justice

Robert A. Hartung oznámil 2. září 2010, že program Rewards for Justice nabízí odměny až do výše 5 milionů dolarů za informace, které přivedou bezpečnostní služby k Hakimulláhovi Mahsúdovi a Wali ur-Rehmanovi. Bývalá ministryně zahraničních věcí Hillary Clintonová předložila Pákistánu seznam „pěti nejhledanějších teroristů“; na seznamu byli Ajman az-Zaváhirí, Muhammad Umar, Ilias Kašmírí, Atíja Abd ar-Ráhman a Siradžuddín Hakkání. Na každého z této pětice byla v rámci programu vypsána odměna; Kašmírí, o němž americké tajné služby prohlásily, že si jsou na 99 % jisté, že byl zabit 3. června 2011 při leteckém útoku v Jižním Vazíristánu, byl ze seznamu vyškrtnut. Ar-Ráhman byl zabit při leteckém útoku v Severním Vazíristánu v srpnu 2011 a byl ze seznamu také vyškrtnut. Umar byl ze seznamu vyškrtnut v červenci 2015 poté, co afghánská vláda veřejně oznámila, že v roce 2013 zemřel na tuberkulózu.
Dne 22. prosince 2011 vyhlásil RFJ odměnu až 10 milionů dolarů za informace vedoucí k Ezedínovi Abdelu Azízovi Chalílovi, vůdci sítě al-Káidy pro získávání finančních prostředků v Íránu, která přes íránské území převádí peníze do Pákistánu a Afghánistánu. Bylo to poprvé, kdy RFJ nabídl odměnu za informace vedoucí k odhalení finančníka terorismu.
V dubnu 2020 nabídl program Rewards for Justice 5 milionů dolarů za informace vedoucí k identifikaci severokorejských hackerů ohrožujících Spojené státy americké.